# Barbus motebensis
The Marico Barb (Barbus motebensis) là một loài cá vây tia thuộc họ Cyprinidae.
Loài này chỉ có ở Nam Phi.